# تياغو مونتيرو
تياغو مونتيرو (بالبرتغالية: Thiago Monteiro) (مواليد 31 مايو 1994 في فورتاليزا)، هو لاعب كرة مضرب برازيلي بدأ مسيرته كمحترف سنة 2011 يلعب باليد اليسرى ويحتل حالياً المرتبة رقم. 95 (29 مايو 2017) في تصنيف رابطة محترفي كرة المضرب. أعلى تصنيف له في الفردي كان المركز الـ 74 في سنة 2017. أعلى تصنيف له في الزوجي كان المركز الـ 449 في سنة 2013.

## روابط خارجية
- تياغو مونتيرو على موقع رابطة محترفي التنس (الإنجليزية)
- تياغو مونتيرو على موقع الاتحاد الدولي لكرة المضرب (الإنجليزية)
- تياغو مونتيرو على موقع كأس ديفيز (الإنجليزية)
- تياغو مونتيرو على موقع خلاصة التنس.كوم (الإنجليزية)
- تياغو مونتيرو على موقع إي إس بي إن.كوم (الإنجليزية)
- تياغو مونتيرو على موقع اللجنة الأولمبية الدولية (الإنجليزية)
- تياغو مونتيرو على موقع أوليمبيديا (الإنجليزية)